# Мирослав Вукашиновић
Мирослав Вукашиновић (Пожега, 29. август 1948) бивши је југословенски и српски фудбалски тренер и играч. 
Рођен у Пожеги, Вукашиновић је започео каријеру у родном клубу Слога. Касније је играо за Слободу Ужице и Војводину, сакупивши преко 100 наступа у Југословенској првој лиги . После одласка у иностранство 1977, Вукашиновић је играо за два аустријска клуба, ЛАСК Линз и Вајнер.. 
Крајем '80-их, Вукашиновић постаје тренер националног тима Ел Салвадора. Касније се вратио у Србију и радио у Чукаричком (2001/02), Војводини (2002/03), и ЧСК Челареву (2005/06). После је Вукашиновић два месеца обављао функцију управитеља Вождовца, пре него што је самовољно одступио априла 2007.
Затим је кратко био тренер Срема пре него што га је ангажовао његов бивши клуб, Хајдук Кула, у новембру 2007.
Вукашиновић је у мају 2008. објавио своју одлуку да се повлачи из професионалног фудбала на крају текуће сезоне, наводећи, као главни разлог, своје незадовољство које он осећа у целокупном српском фудбалу.